# Snohomish (Volk)

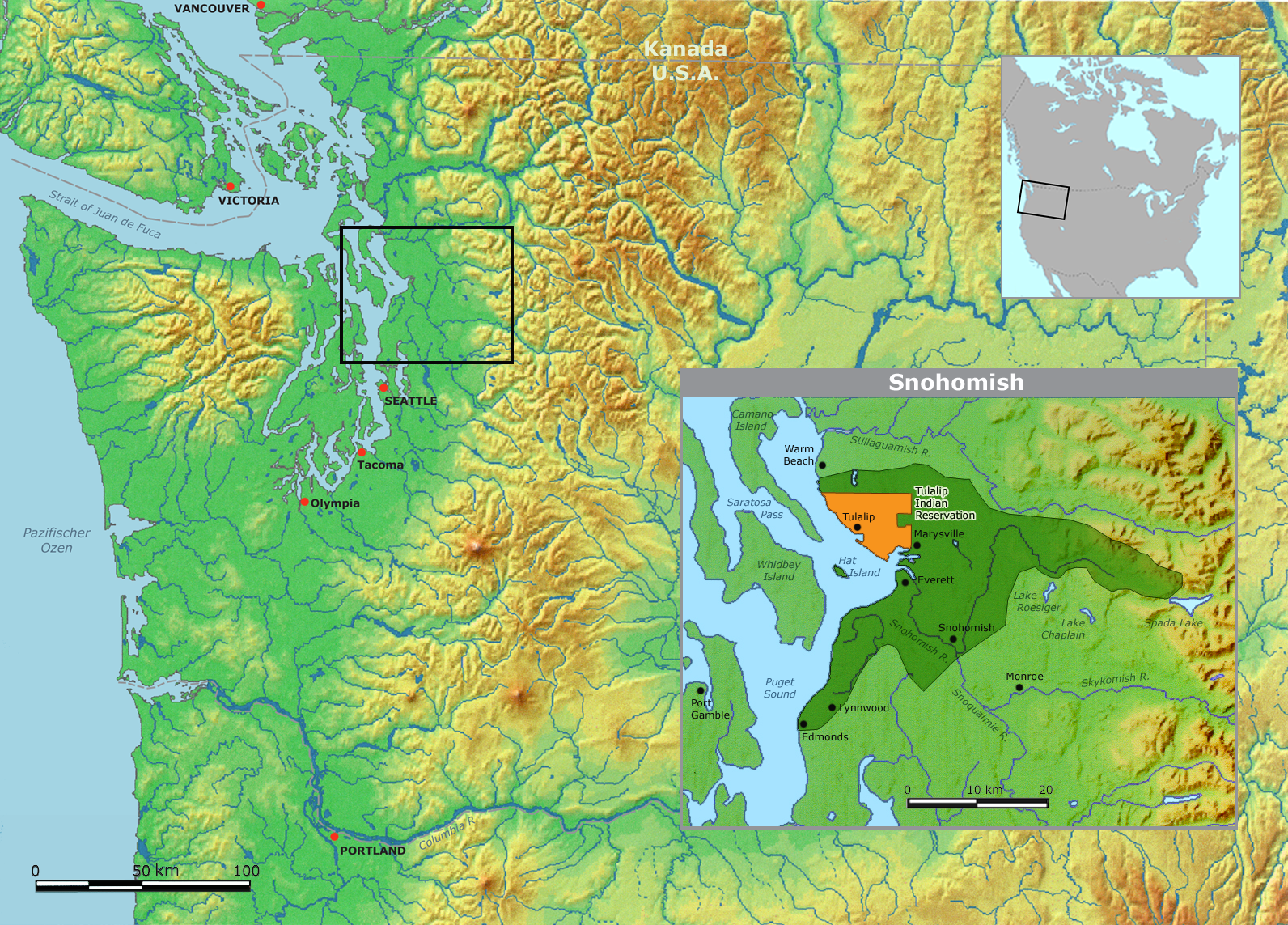
Traditionelles Territorium der Snohomish und heutige Reservation im Nordwesten der USA

Die Snohomish (auch Snahomish oder Sneomus) sind ein indianischer Stamm im US-Bundesstaat Washington, der nahe der kanadischen Grenze lebt. Von der Regierung ist er heute allerdings nicht als Indianerstamm anerkannt, obwohl er seit 1855 einen Vertrag hat. Nach eigenen Angaben zählt der Stamm rund 1.700 Mitglieder.
Die Heimat der Snohomish ist das heutige Snohomish County nördlich von Marysville. Sie lebten an den Ufern des Puget Sound von Warm Beach bis Richmond Beach und entlang dem Snohomish River bis Monroe. Im weiteren Sinne gehörten auch die Sdohobcs zu ihnen. Diese lebten am Südende von Camano Island und auf Whidbey Island. Eine weitere Unterabteilung bildeten die Sdocohobcs am Snohomish zwischen Snohomish und Monroe. Weitere Unterabteilungen waren die N'Quentlamamish oder Kwehtlamamish am Pilchuck River.
Die Snohomish gehören kulturell zu den Küsten-Salish. Die Bedeutung des Namens ist umstritten. Laut Ruby/Brown bedeutet er „eine große Zahl von Leuten“. Sie sprechen einen Dialekt des nördlichen Lushootseed.

## Geschichte
Wie alle Küsten-Salish lebten die Snohomish vor allem vom Fisch, aber auch von Wild und den Erträgen der Sammeltätigkeit. Saisonale Wanderungen in Abhängigkeit von Lachs, Wild und Vegetationszyklen führten dazu, dass nur im Winter feste Häuser bezogen wurden, die als Plankenhäuser bekannt sind.
Mit ihren Kanus betrieben sie einen weiträumigen Handel bis zum Puget Sound und zum Fraser River. 1844 zählte man 322 Snohomish, 1854 350. Diese Zahlen zeigen an, dass sie die Pockenepidemie dieser Jahre nicht betroffen hat.
Der Stamm lag häufig im Kriegszustand mit den Klallam und den Cowichan.

### Erste Kontakte mit Europäern
John Work (etwa 1792–1861), ein Angestellter der Hudson’s Bay Company, traf 1824 auf die Snohomish, wobei ihm einer der Krieger zeigte, wie er im Falle eines Angriffs die Cowichan töten würde. Als Fort Nisqually als Handelsposten 1833 gebaut wurde, waren unter den Handelspartnern auch die Snohomish.
In den 1840er Jahren kamen die Stämme der Region unter den Einfluss von römisch-katholischen Missionaren. Spätestens zu dieser Zeit hatte sich ein mehrere Dörfer übergreifendes Häuptlingstum herausgebildet.
Nachdem Großbritannien und die USA sich 1846 auf den 49. Breitengrad als Grenze geeinigt hatten, begann eine anwachsende Zuwanderung in die Region.

### Der Vertrag von Point Elliott
22 Stämme unterzeichneten 1855 mit dem Territorium Washington einen Vertrag, von dem sie sich Schutz erhofften. Der Vertrag von Point Elliott, der am 22. Januar 1855 geschlossen und vier Jahre später ratifiziert wurde, sah für die Tulalip und für andere Stämme die Einrichtung eines Reservats vor, jedoch nicht für die Snohomish – obwohl neun ihrer Headmen das Dokument unterzeichnet hatten, und der Vertrag auf ihrem Gebiet nahe Mukilteo zustande gekommen war. Unterzeichner des Vertrages waren zum einen Häuptling Putkanim, der als eine Art „Oberhäuptling“ fungierte, dazu kamen die acht im Vertrag als „sub-chiefs“ bezeichneten S'hootst-hoot, Snah-talc oder Bonaparte, He-uch-ka-nam oder George Bonaparte, Tse-nah-talc oder Joseph Bonaparte, Ns'ski-oos oder Jackson, Wats-ka-lah-tchie oder John Hobtsthoot, S'heht-soolt oder Peter, S'ah-an-hu oder Hallam, dazu ein John Taylor (ohne nähere Bezeichnung). Putkanim, der die Übermacht der Amerikaner begriff, unterstützte sie in den folgenden Kriegen.
Ein Teil der Snohomish blieb neutral und zog daher in das noch heute bestehende Reservat der Tulalip, das zu dieser Zeit noch Snohomish Reservation hieß. Einer der Indianeragenten beschwerte sich über die Neutralität des Stammes, und Gouverneur Isaac Stevens entzog ihnen daraufhin die Anerkennung.

### Häuptling Patkanim
Patkanim (auch Pat-ka-nam oder Pat Kanim geschrieben) war Häuptling der Snoqualmoo (Snoqualmie) und der Snohomish. Am Zusammenfluss von Snoqualmie und Tolt River lebte er in einem Ort namens Yelhw (heute Fall City), das aus 16 Plankenhäusern bestand. Sein Gebiet erstreckte sich beiderseits der Grenze zwischen den USA und Kanada, zwischen Whidbey Island und Snoqualmie Pass. Mit der Verfügung über diesen Pass kontrollierten die beiden Stämme den Handel. Zwei Jahre nach der Grenzziehung veranlasste Patkanim auf Whidbey Island eine Versammlung von rund 8.000 Indianern aus dem Gebiet um den Puget Sound. Im nächsten Jahr versuchte er einen Angriff auf das Fort Nisqually der Hudson’s Bay Company, bei dem zwei Weiße ums Leben kamen.
Es scheint, als habe er es danach vorgezogen, Frieden zu halten. Er lieferte sogar seinen Bruder wegen der Teilnahme an dem Überfall gegen 500 Dollar aus. 1854 unterstützte er George McCellan bei seinen Landvermessungsarbeiten im Zusammenhang mit der Pacific Railroad und unterzeichnete am 22. Januar 1855 den Vertrag von Point Elliott. So sollte bei Tulalip ein Reservat entstehen. Weiterhin unterstützte er die Bewohner von Seattle, stellte sich im Puget-Sound-Krieg auf die Seite der USA, half beim Bau von Forts und deckte mit 100 seiner Leute den Snoqualmie-Pass.
Nach der Schlacht von Seattle (1856) setzte Gouverneur Isaac Ingalls Stevens ein Kopfgeld auf Räuber aus, woraufhin der Häuptling ihm zahlreiche Gefangene gegen Zahlung von 20 Dollar für einfache Krieger und 80 Dollar für Häuptlinge auslieferte – der Status der letzteren dürfte kaum überprüfbar gewesen sein.
Um 1915 wurde für ihn ein Bas-Relief errichtet, weil ihm zu verdanken ist, dass das Gebiet an die USA kam und er auf Seiten der(s) „white people“ gekämpft hat.

### Abwanderung, Privatisierung des Landes, Landforderungen

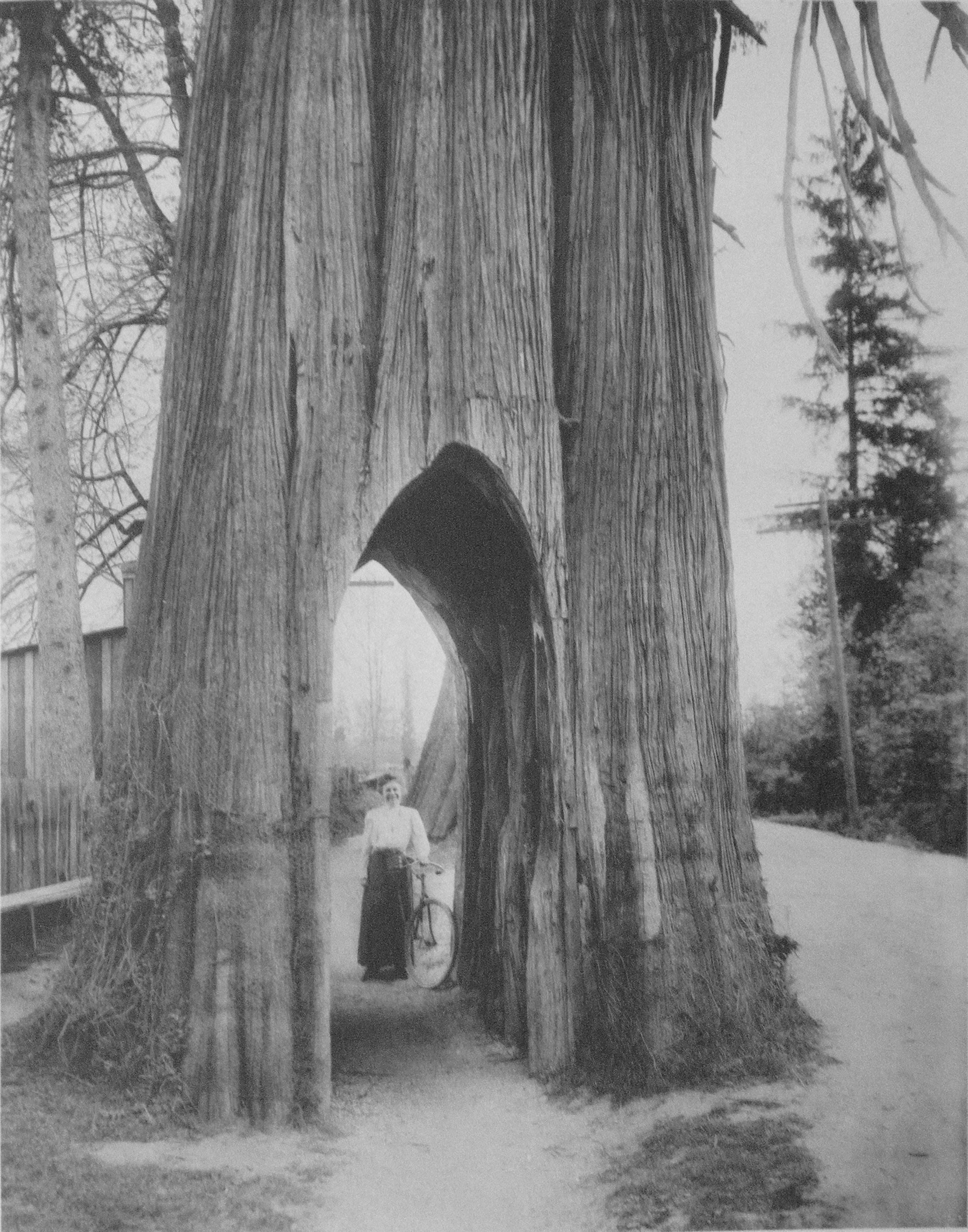
Der „Fahrrad-Baum“ von Snohomish dokumentiert einen für die Küsten-Salish unverständlichen Umgang mit natürlichen Ressourcen

Für die Wirtschaftsweise der Snohomish war das Tulalip-Reservat zu klein, so dass schon Ende der 1850er Jahre, vor allem aber zwischen 1870 und 1901 zahlreiche Indianer das Gebiet verließen. 1863 bis 1901 wurde in der so genannten Allotment-Phase, das Land privatisiert. Seit den 20er Jahren baute der Stamm ein Regierungssystem auf, das 1927 anerkannt wurde. 1934 folgte eine Verfassung.
Obwohl die USA den Stamm als kontinuierliche politische Einheit anerkennen, wird ihm die Anerkennung als Stamm verweigert. 1977 entwickelte er einen Plan, der die Rückgewinnung des traditionellen Gebiets zum Ziel hat. Dieses umfasst die Südenden von Camano und Whidbey Island, Gedney Hat Island, und auf dem Festland ein Gebiet zwischen Puget Sound, Mukilteo und Warm Beach. Die Ostgrenze verläuft zwischen Granite City und dem Zusammenfluss von Snohomish, Snoqualmie und Skykomish River.
George Boldt, Distriktsrichter, stellte kurz vor seinem Rücktritt fest, dass fünf Stämme, unter ihnen die Snohomish, ausgestorben seien, womit sie sofort alle Rechte verloren, auch das auf Fischerei.
Eine wichtige Rolle spielt der Elder Jack Kidder, in seiner Sprache Wha Da Pa oder „sehr böser Mann“. Der 1924 geborene war lange Historiker des Stammes. Er ist Ur-Ur-Ur-Enkel von Snah-talc, auch Bonaparte genannt, Unterhäuptling der Snohomish, einer der Unterzeichner des Vertrags von Point Elliott. Er ist der Ansicht, dass zwar viele Snohomish ins Tulalip-Reservat gingen, ein Teil jedoch konnte dort nicht leben. Von den 1.500 Menschen erhielten nur 165 Land, stellte er 1977 fest. So wurde er zu einer der treibenden Kräfte des Anerkennungsantrags von 1979, der jedoch 1983 abgewiesen wurde.
Seit 1986 ist Bill Matheson Chairman des Stammes. Er will weiterhin um die Anerkennung kämpfen. Hauptquartier des Stammes ist Edmont.

## Aktuelle Situation
Ende 2003 lehnte die Regierung die Anerkennung als Stamm ab, ebenso wie bereits im Jahr 1983. Dies hängt damit zusammen, dass die benachbarten Tulalip einen Teil der Snohomish in ihr Reservat aufgenommen haben und sich als legitime Snohomish sehen. Wer nach 1905 nicht in das Reservat der Tulalip ging, hat seine Stammesmitgliedschaft verwirkt, so die Auffassung der Tulalip, die zum Nachweis sogar eigene Nachforschungen angestellt haben. Dabei geht es nicht nur um Zugehörigkeitsfragen, sondern um staatliche Mittel zur Unterstützung, vor allem aber um das Indianerstämmen vorbehaltene Recht, ein Casino zu betreiben. Daher bekämpfen die Tulalip alle Versuche der Snohomish, als Stamm anerkannt zu werden.
Nach deren Angaben zählen 1.700 Menschen zu den Snohomish. Die Tulalip hingegen nehmen an, dass viele der auf ihrer Liste stehenden Stammesangehörigen mit eingerechnet worden sind. Von den sieben Kriterien zur Anerkennung (Identifizierung als American Indian entity seit 1900; die Mehrheit der Antrag stellenden Gruppe gehört dieser Einheit an und existiert ohne Unterbrechung; der Antragsteller hat ununterbrochen Einfluss oder Autorität innerhalb der Gruppe; ein Regierungsdokument liefert entsprechende Kriterien; die Mitglieder führen sich überwiegend auf eine geschlossene Stammeseinheit zurück; die Mehrheit darf nicht zu anerkannten anderen Stämmen gehören; sie fallen nicht unter ein Gesetz, das föderale Beziehungen untersagt) würden die Snohomish damit allein vier nicht erfüllen.